# Hasina (rybník)
Rybník Hasina o výměře vodní plochy 11,8 ha se nalézá na severním okraji vesnice Hasina, místní části města Rožďalovice v okrese Nymburk. Rybník má podlouhlý obdélníkový tvar a je napájen Hasinským potokem. 
Rybník je součástí přírodní památky Dymokursko. Samotný rybník slouží především jako produkční, ale je poměrně hustě zarostlý makrofytní vegetací, především stulíkem žlutým (Nuphar lutea). Z dalších druhů byl ve vodě zaznamenán okřehek menší (Lemna minor). Rybník Hasina dále představuje významnou ornitologickou lokalitu s výskytem vodního ptactva a jako hnízdiště jeřába popelavého.
Rybník je využíván pro chov ryb.

## Galerie

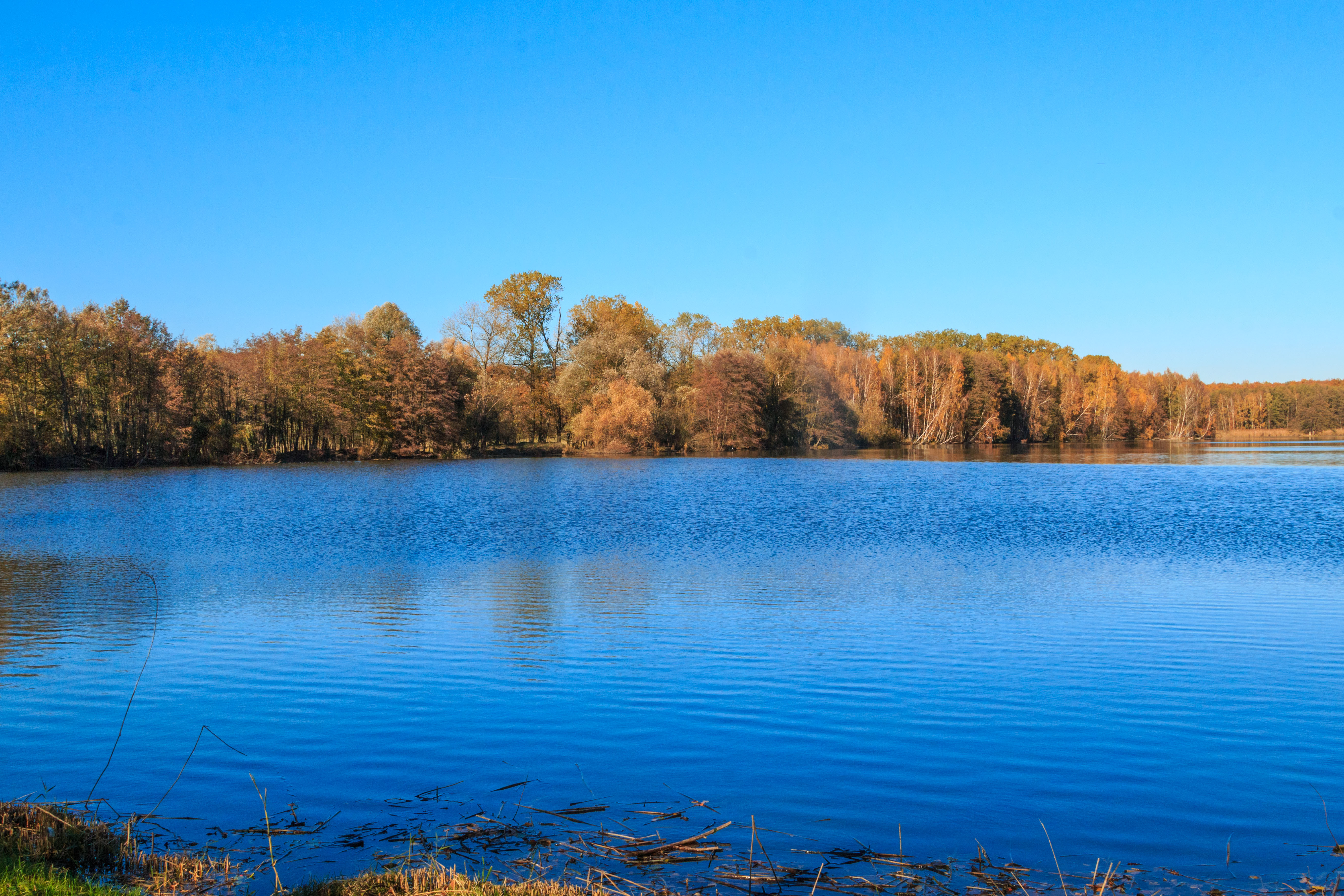
pohledy na rybník Hasina
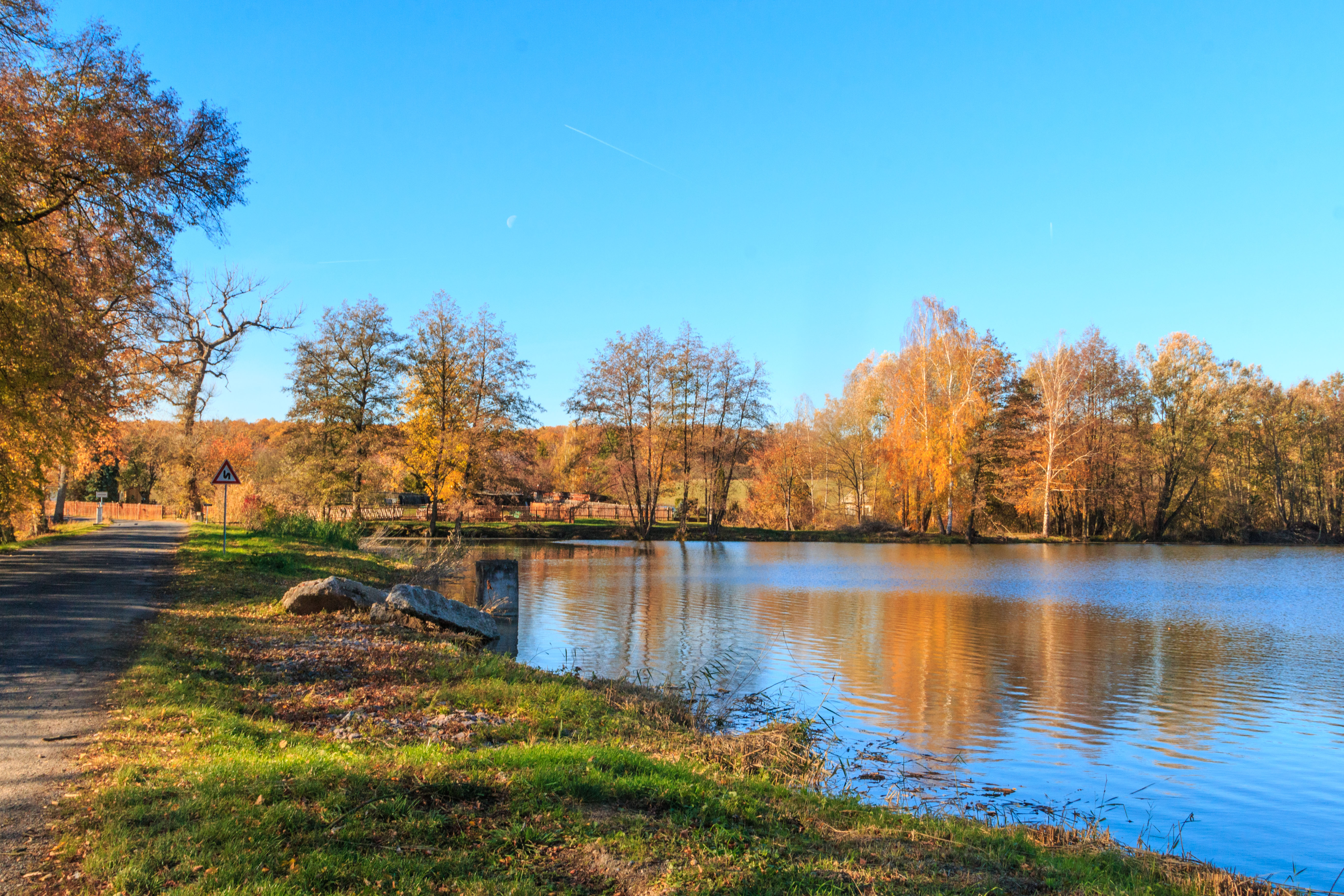
pohledy na rybník Hasina
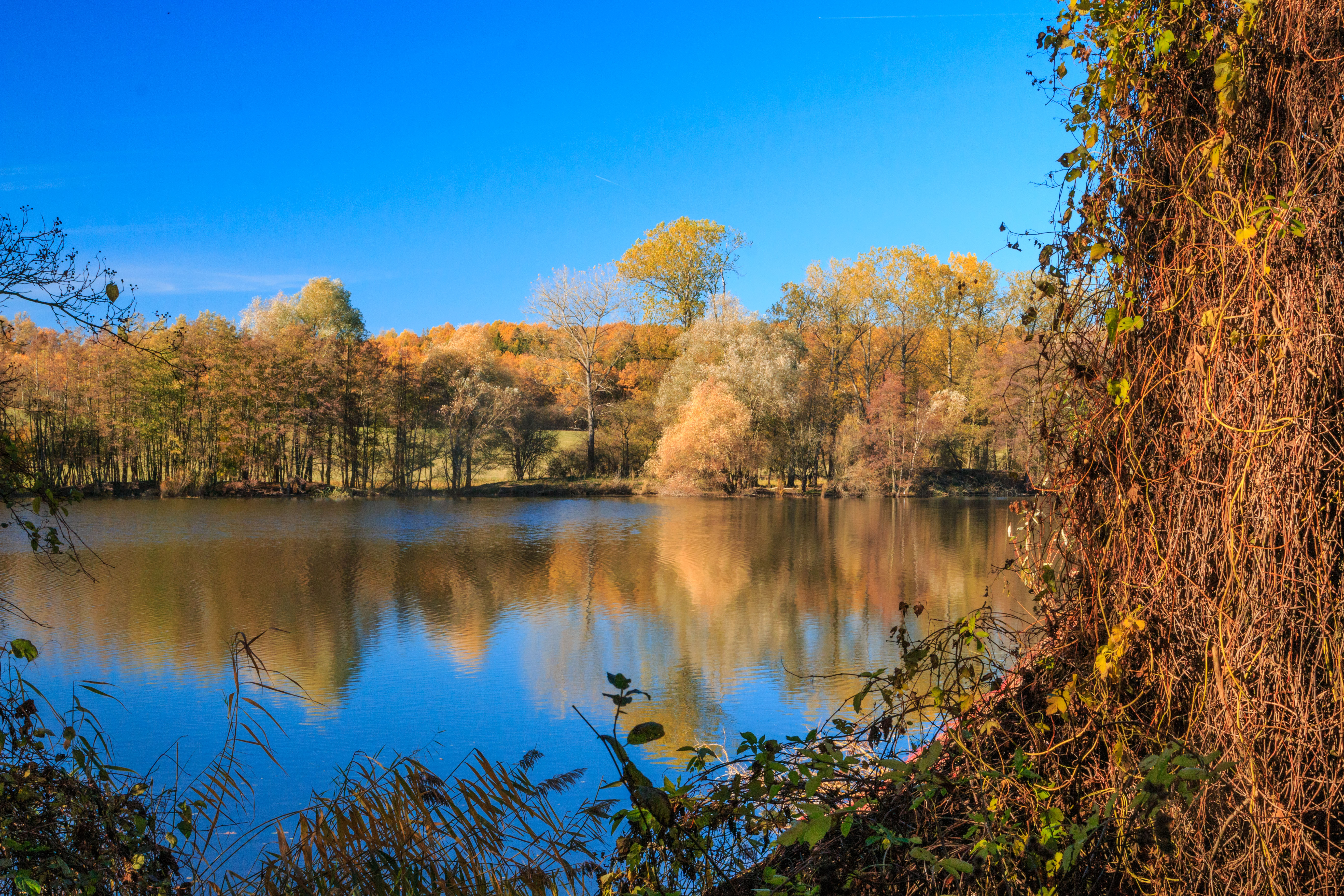
pohledy na rybník Hasina
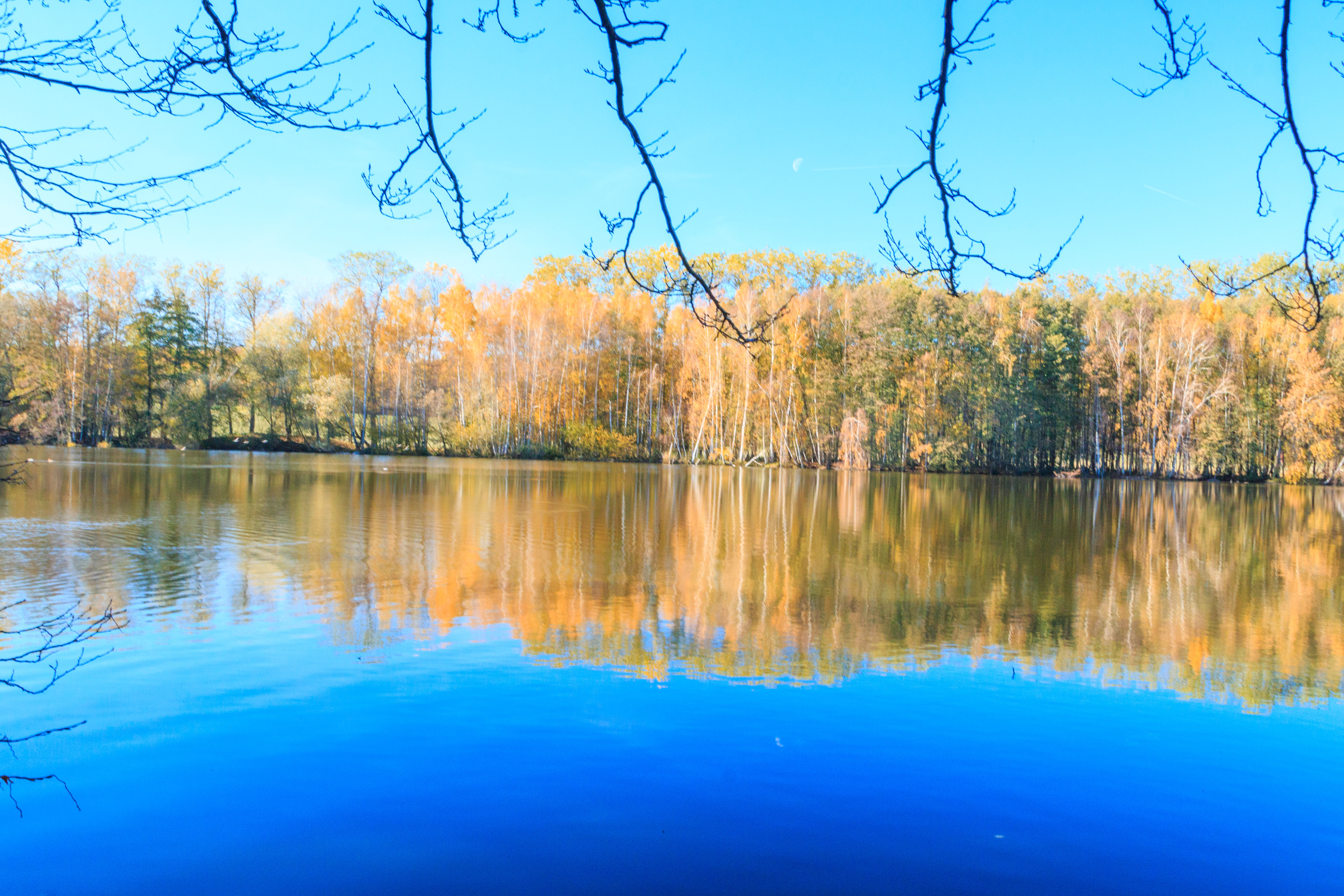
pohledy na rybník Hasina
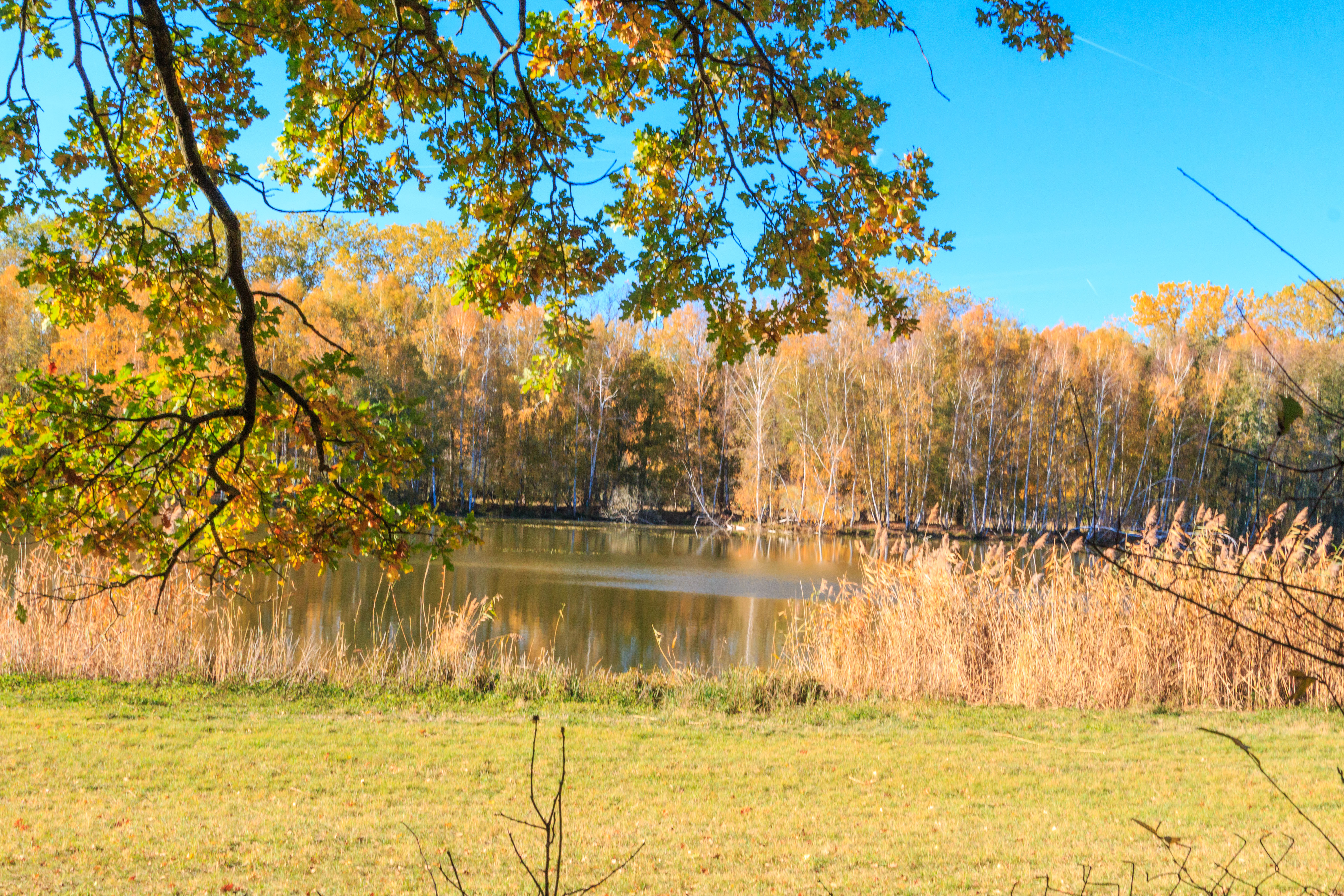
pohledy na rybník Hasina
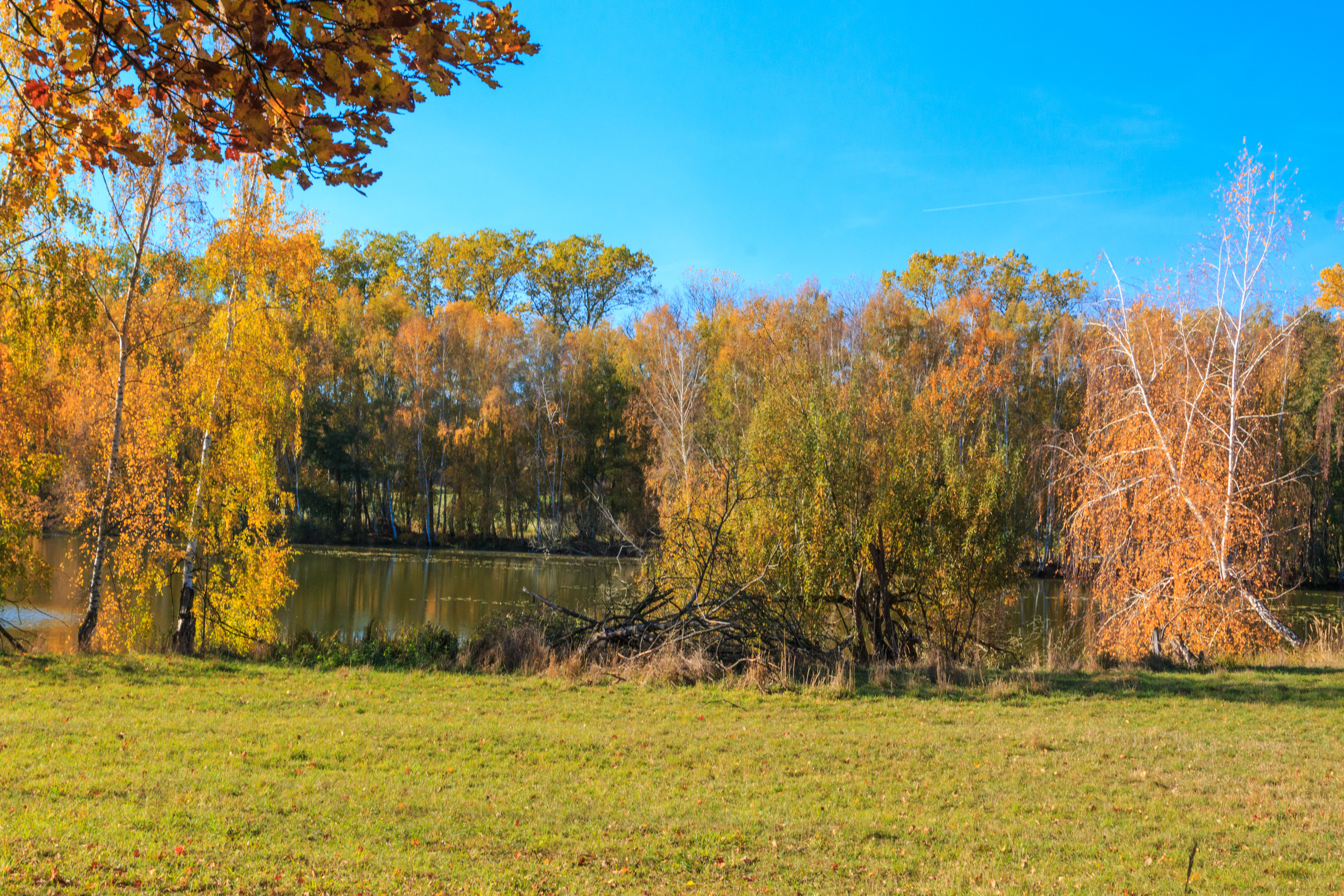
pohledy na rybník Hasina